# Malo Golovode
Malo Golovode (cyr. Мало Головоде) – wieś w Serbii, w okręgu rasińskim, w mieście Kruševac. W 2011 roku liczyła 2604 mieszkańców.